# Tuffi ai campionati mondiali di nuoto 2011 - Piattaforma 10 metri maschile
La competizione di tuffi dalla piattaforma 10 metri maschile dei campionati mondiali di nuoto 2011 si è disputata nei giorni 23 e 24 luglio 2011 allo Shanghai Oriental Sports Center di Shanghai. La gara si è svolta in tre fasi: il 23 luglio 2011 si è disputato il turno eliminatorio, la mattina, cui hanno partecipato 36 atleti. I migliori 18 hanno avuto accesso alla semifinale, tenutasi nel pomeriggio dello stesso giorno. I migliori dodici hanno gareggiato per le medaglie nella finale tenutasi il giorno seguente.

## Medaglie
| Posizione | Atleta       | Paese       |
| --------- | ------------ | ----------- |
| Oro       | Qiu Bo       | Cina        |
| Argento   | David Boudia | Stati Uniti |
| Bronzo    | Sascha Klein | Germania    |

## Risultati
In verde sono indicati gli atleti ammessi alla finale. In giallo sono indicati gli atleti eliminati nel corso della semifinale.
| Pos. | Atleta                    | Nazionalità    | Preliminare        | Preliminare        | Semifinale         | Semifinale         | Finale             | Finale             |
| Pos. | Atleta                    | Nazionalità    | Punti              | Pos.               | Punti              | Pos.               | Punti              | Pos.               |
| ---- | ------------------------- | -------------- | ------------------ | ------------------ | ------------------ | ------------------ | ------------------ | ------------------ |
| 1    | Qiu Bo                    | Cina           | 562.20             | 1                  | 579.55             | 1                  | 585.45             |                    |
| 2    | David Boudia              | Stati Uniti    | 474.80             | 7                  | 486.30             | 4                  | 544.25             |                    |
| 3    | Sascha Klein              | Germania       | 498.95             | 5                  | 502.85             | 2                  | 534.50             |                    |
| 4    | Viktor Minibaev           | Russia         | 507.00             | 4                  | 493.55             | 3                  | 527.50             | 4                  |
| 5    | Tom Daley                 | Gran Bretagna  | 472.70             | 8                  | 467.80             | 6                  | 505.10             | 5                  |
| 6    | Nick McCrory              | Stati Uniti    | 509.00             | 3                  | 458.50             | 7                  | 501.65             | 6                  |
| 7    | Ivan García Navarro       | Messico        | 475.85             | 6                  | 442.85             | 10                 | 493.15             | 7                  |
| 8    | Oleksandr Bondar          | Ucraina        | 423.90             | 14                 | 435.60             | 11                 | 457.35             | 8                  |
| 9    | Riley McCormick           | Canada         | 434.70             | 11                 | 453.30             | 8                  | 444.50             | 9                  |
| 10   | Zhou Lüxin                | Cina           | 528.85             | 2                  | 473.75             | 5                  | 441.00             | 10                 |
| 11   | Peter Waterfield          | Gran Bretagna  | 415.15             | 17                 | 452.80             | 9                  | 416.55             | 11                 |
| 12   | Kostjantyn Miljajev       | Ucraina        | 428.75             | 13                 | 419.95             | 12                 | 407.50             | 12                 |
| 13   | Kazuki Murakami           | Giappone       | 448.25             | 9                  | 415.10             | 13                 |                    |                    |
| 14   | Hugo Parisi               | Brasile        | 434.15             | 12                 | 414.90             | 14                 |                    |                    |
| 15   | Jeinkler Aguirre          | Cuba           | 443.55             | 10                 | 411.10             | 15                 |                    |                    |
| 16   | Sebastián Villa Castañeda | Colombia       | 414.25             | 18                 | 409.35             | 16                 |                    |                    |
| 17   | Víctor Ortega             | Colombia       | 416.35             | 16                 | 402.55             | 17                 |                    |                    |
| 18   | Eric Sehn                 | Canada         | 419.10             | 15                 | 388.15             | 18                 |                    |                    |
| 19   | Gleb Gal'perin            | Russia         | 413.10             | 19                 |                    |                    |                    |                    |
| 20   | Martin Wolfram            | Germania       | 412.60             | 20                 |                    |                    |                    |                    |
| 21   | Ooi Tze Liang             | Malaysia       | 411.90             | 21                 |                    |                    |                    |                    |
| 22   | Christofer Eskilsson      | Svezia         | 407.65             | 22                 |                    |                    |                    |                    |
| 23   | Cimafej Hardzejčyk        | Bielorussia    | 375.20             | 23                 |                    |                    |                    |                    |
| 24   | Bryan Nickson Lomas       | Malaysia       | 371.60             | 24                 |                    |                    |                    |                    |
| 25   | Enrique Rojas             | Venezuela      | 361.40             | 25                 |                    |                    |                    |                    |
| 26   | James Connor              | Australia      | 356.60             | 26                 |                    |                    |                    |                    |
| 27   | Francesco Dell'Uomo       | Italia         | 355.40             | 27                 |                    |                    |                    |                    |
| 28   | Maicol Verzotto           | Italia         | 342.15             | 28                 |                    |                    |                    |                    |
| 29   | Edickson Contreras        | Venezuela      | 336.00             | 29                 |                    |                    |                    |                    |
| 30   | Muhammad Nasrullah        | Indonesia      | 327.60             | 30                 |                    |                    |                    |                    |
| 31   | Rui Marinho               | Brasile        | 326.10             | 31                 |                    |                    |                    |                    |
| 32   | Michail Tzifas            | Grecia         | 322.40             | 32                 |                    |                    |                    |                    |
| 33   | Amund Gismervik           | Norvegia       | 319.75             | 33                 |                    |                    |                    |                    |
| 34   | Jonathan Ruvalcaba        | Messico        | 298.45             | 34                 |                    |                    |                    |                    |
| 35   | Ri Hyon-Ju                | Corea del Nord | 237.95             | 35                 |                    |                    |                    |                    |
| 36   | José Antonio Guerra       | Cuba           | 139.90             | 36                 |                    |                    |                    |                    |
| –    | Hyon Il-Myong             | Corea del Nord | non ha partecipato | non ha partecipato | non ha partecipato | non ha partecipato | non ha partecipato | non ha partecipato |
| –    | Shō Sakai                 | Giappone       | non ha partecipato | non ha partecipato | non ha partecipato | non ha partecipato | non ha partecipato | non ha partecipato |